# 日本の伝統色
日本の伝統色（にほんのでんとうしょく）は、日本文化特有の色彩感覚に基づいた色、また過去の歴史資料において出典がある日本固有の伝統的な色名称を含む千百余の色を指す。ここでは、財団法人日本色彩研究所が歴史資料に基いて選定し、DICグラフィックス株式会社が現代の色料を使い再現した色見本帳の「日本の伝統色」について記す。

## 概要
「日本の伝統色」は、DICグラフィックス株式会社が販売するDICカラーガイドシリーズのひとつである。
視覚文化が多様化したにもかかわらず、色彩感覚を表現する言葉が極めて乏しいことから、日本に残る伝統的な色名を見直し活用する目的で1978年から出版されている。日本古来の色名を中心にして、外来名より慣用された色名などまで掲載しており、歴史資料に基いた簡潔な解説がついている。特色印刷などで利用され、また色彩文化資料として価値が認められている。
初版は260色、第２版は265色と新版のたびに増色され、2013年第8版の収録色数はN701～N1000までの300色である。第6版から番号の頭に"N"が付くようになり、DIC-800はDIC-N800と表記されている。「日本の伝統色」は、親会社であるDIC株式会社の登録商標であり、CMYK値・RGB値・マンセル値などの色情報も収録している。第8版より従来の色名由来解説に英語訳がついた。

## シリーズ
- DICカラーガイド（643色、1～654番、欠番あり）
  - 1巻（257色）　2巻（244色）　3巻（142色）
- DICカラーガイド PART2（637色、2001～2638番、欠番あり）
  - 4巻（240色）　5巻（240色）　6巻（157色）
- 日本の伝統色（300色、N-701～N-1000番）
- 中国の伝統色（320色、C-1～C-320番）
- フランスの伝統色（321色、F-1～F-322番、欠番あり）